# Censored 11
Die Censored 11 sind elf in den 1930er- und 40er-Jahren entstandene Zeichentrickfilme der Warner-Bros.-Serien Looney Tunes und Merrie Melodies, die 1968 von United Artists aufgrund einer Selbstzensur aus dem Programm genommen und nicht mehr gezeigt wurden. Der Grund dafür waren latent rassistische Inhalte, die zu zeigen in den späten 1960er-Jahren im Zuge der Bürgerrechtsbewegung nicht mehr als politisch korrekt angesehen wurde.

## Hintergrund
Die Zeichentrickproduktion von Warner Bros. hatte in ihrer aktivsten Zeit manchmal Zensurprobleme, die in mancher Hinsicht komplexer waren als die der Spielfilme. Im Gegensatz zu Spielfilmen, deren Drehbuch bereits routinemäßig zensiert wurde, wurden die animierten Kurzfilme erst nach ihrer Fertigstellung zensiert, was die Produzenten hinsichtlich dieser Einschränkungen sehr vorsichtig machte. Im Jahr 1983 äußerte sich Regisseur Chuck Jones zur Fernsehzensur der Zeichentrickfilme von Warner Bros.: „Ich mag es überhaupt nicht, wenn die Filme geschnitten werden. [...] Sie machen einige Schnitte, die so willkürlich und dumm sind, dass man es nicht glauben kann.“ Unabhängige Sender, die einst die Warner-Bros.-Cartoons ausstrahlten, unterlagen nie der gleichen Art von Zensur wie die ersten Sender wie ABC und CBS. Es gab einzelne Sender, die sogar Rechte für „einige [Cartoons], die sie für rassistisch stereotypisch hielten“, besaßen, machten davon jedoch nie Gebrauch.
Viele Filme aus der Frühzeit der Trickfilmentwicklung, in denen Rassismus in irgendeiner Form auftauchte (z. B. dass sich das Gesicht einer Figur nach einer Explosion schwarz färbt, manchmal sogar mit geschwollener Lippe), wurden einfach um diese kurzen Szenen geschnitten. Bei den Censored 11 bildet Rassismus allerdings die Grundlage der jeweiligen Cartoons, sodass man diese unmöglich hätte schneiden können.
Als Ted Turner 1986 von MGM/UA Entertainment die Rechte an der Warner-Bros.-Bibliothek aus der Zeit vor 1950 erhielt, gelobte er, dass er keine Cartoons der „Censored Eleven“ verbreiten oder ausstrahlen würde. Sie waren die einzigen Cartoons in diesem Paket, die nicht in der Laserdisc-Serie The Golden Age of Looney Tunes enthalten waren.

## Zensierte Zeichentrickfilme

### Liste der Censored 11
Die Censored 11 sind folgende Filme:
- Hittin’ the Trail for Hallelujah Land (1931)
- Sunday Go to Meetin’ Time (1936)
- Clean Pastures (1937)
- Uncle Tom’s Bungalow (1937)
- Jungle Jitters (1938)
- The Isle of Pingo Pongo (1938)
- All This and Rabbit Stew (1941)
- Coal Black and De Sebben Dwarfs (1943)
- Tin Pan Alley Cats (1943)
- Angel Puss (1944)
- Goldilocks and the Jivin’ Bears (1944)

Bei vieren der Zeichentrickfilme auf dieser Liste, und damit bei den meisten, führte Friz Freleng Regie. Angel Puss ist der einzige von Chuck Jones inszenierte Zeichentrickfilm auf der Liste sowie der einzige Looney-Tunes-Zeichentrickfilm. Hittin' the Trail to Hallelujah Land ist der einzige Schwarz-Weiß-Kurzfilm auf der Liste und der einzige Cartoon, in dem Piggy die Hauptrolle spielt. Goldilocks and the Jivin‘ Bears ist der einzige Zeichentrickfilm auf dieser Liste, der nicht von Leon Schlesinger, sondern vom nicht im Abspann aufgeführten Eddie Selzer produziert wurde. All This and Rabbit Stew ist der einzige Bugs-Bunny-Cartoon auf der Liste. The Isle of Pingo Pongo ist auch der einzige Cartoon mit Elmer Fudd auf der Liste. Die anderen acht sind One-Shot-Cartoons.
Im deutschen Fernsehen wurden zumindest einige der Censored 11 in den 1990er-Jahren noch gesendet, u. a. Goldilocks and the Jivin’ Bears und Jungle Jitters im Kinderprogramm der ARD und Hittin’ the Trail for Hallelujah Land auf ARTE.

### Weitere zensierte Looney-Tunes-Zeichentrickfilme
Mehrere weitere Cartoons wurden seit der Erstellung der Liste von dem Markt genommen, aber nicht zur Censored-11-Liste hinzugefügt. Dazu gehören zahlreiche Zeichentrickfilme aus der Zeit des Zweiten Weltkriegs, an denen die Japaner beteiligt sind, etwa Bugs Bunny Nips the Nips und Tokio Jokio.
Einige in der Veröffentlichung verbleibende Cartoons wurden stark bearbeitet, um stereotype Darstellungen von Afroamerikanern zu entfernen, darunter die Vom Winde verweht-Satire Confederate Honey. Fresh Hare wird oft um eine Szene geschnitten, in der Bugs und Elmer als Blackface Camptown Races singen. Friz Frelengs Zeichentrickfilm September in the Rain enthält einige stereotype schwarze Charaktere, konzentriert sich jedoch nicht ausschließlich auf sie und ist daher gelegentlich ohne sie wieder aufgetaucht. Ein früher Cartoon mit Schweinchen Dick mit stereotypen Darstellungen von Schwarzen ist Porky's Railroad (ebenfalls 1937). Der Weihnachtscartoon The Night Before Christmas aus dem Jahr 1933 wird oft bearbeitet, um Aufnahmen von Spielzeugen zu entfernen, die stereotype Darstellungen von Afroamerikanern darstellen.
Eine Reihe von Kurzfilmen werden aufgrund stereotyper und möglicherweise beleidigender Charakterisierungen der amerikanischen Ureinwohner selten gezeigt. Dazu gehören The Hardship of Miles Standish (1940), Slightly Daffy (1944), A Feather in His Hare (1948) und Nothing But The Tooth (1948), Tom Tom Tomcat (1953), Horse Hare (1960), Hocus Pocus Powwow (1968) und Injun Trouble (1969). Der Kurzfilm Book Revue aus dem Jahr 1946 wurde von Cartoon Network und Boomerang zurückgezogen und fehlt auch in der App, da die kurze Sequenz verschiedene männliche Charaktere zeigt, die anzüglich auf eine sinnliche Stripperin der Ureinwohner reagieren.

### Wachsende Bekanntheit im 21. Jahrhundert
Als das 20. Jahrhundert endete, wurden die Censored-Eleven-Cartoons immer bekannter. Im Februar 2010 wurde im Rahmen einer Pressemitteilung zum ersten jährlichen TCM Classic Film Festival bekannt gegeben, dass die Censored Eleven eine Sondervorführung mit restaurierten 35-mm-Filmkopien enthalten würden. Diese Sonderpräsentation wurde von George Feltenstein, Vizepräsident von Warner Bros., zusammengestellt. Der Filmhistoriker Donald Bogle, der sechs Bücher zum Thema afroamerikanische Stereotypen im Film veröffentlicht hat, erklärte sich bereit, die Veranstaltung für das Festival auszurichten. Am 24. April 2010 wurden insgesamt acht der „Censored Eleven“ im Grauman’s Egyptian Theatre in Hollywood gezeigt. Die drei, die bei der Veranstaltung nicht gezeigt wurden, waren Jungle Jitters, All This and Rabbit Stew und Angel Puss.

### Offizielle Veröffentlichung abgesagt
Auf der New York Comic Con im Oktober 2010 bestätigte Warner Bros., dass die Censored Eleven irgendwann im Jahr 2011 völlig ungeschnitten auf DVD über das Warner-Archives-Programm veröffentlicht werden würde. Am 1. Dezember 2010 gab der Animationsexperte Jerry Beck in der Call-in-Talksendung Stu’s Show von Shokus Internet Radio bekannt, dass es Pläne für eine allgemeine, traditionelle Einzelhandelsveröffentlichung und nicht über die Warner-Archive gebe. Es wäre eine erstklassige Veröffentlichung mit allen restaurierten Censored Eleven und anderen seltenen Cartoons sowie einigen Bonusmaterialien. Seitdem sind jedoch keine weiteren Nachrichten über eine DVD-Veröffentlichung aufgetaucht. Im Jahr 2016 gab Jerry Beck an, dass die Übertragungen erfolgt seien, die DVD-Veröffentlichung jedoch aufgrund rückläufiger Verkäufe früherer Veröffentlichungen der Looney Tunes Platinum Collection auf unbestimmte Zeit verschoben worden sei.

## Filmrechte
Die Rechte an den Trickfilmen wurden von der produzierenden Warner Bros. im Jahr 1956 an die Associated Artists Productions verkauft und sind 1958 in den Besitz des United Artists Tochterunternehmens United Artists Television übergangen. Nach der Übernahme der United Artists 1981 durch Kirk Kerkorians Metro-Goldwyn-Mayer besaß diese die Rechte an den Trickfilmen.
Als Ted Turner sich 1986 die Rechte an allen Warner-Bros.-Zeichentrickfilme von vor 1948 durch den Kauf der Metro-Goldwyn-Mayer sicherte, versprach er, dass er keinen der Censored 11 jemals zeigen oder veröffentlichen würde. Dieses Versprechen hat er gehalten. Als Time Warner 1996 mit Turners Turner Broadcasting System (TBS) fusionierte und Warner Bros. sich damit faktisch die Rechte zurückholte, waren sie immer noch offiziell seit 1968 ungezeigt.
Drei der elf Filme (Hittin’ the Trail to Hallelujah Land, Jungle Jitters und der Bugs-Bunny-Trickfilm All This and Rabbit Stew) sind allerdings nach amerikanischem Recht Public Domain und wurden daher öfters legal unlizenziert von kleineren Firmen auf Video und DVD veröffentlicht. Zudem existieren illegale Bootlegs der restlichen Censored 11.

## Andere „zensierte“ Filme
Inzwischen sind auch einige andere Warner-Bros.-Zeichentrickfilme aus dem amerikanischen Fernsehen verschwunden, in denen man Rassismus und Fremdenfeindlichkeit vermuten könnte, z. B. die „Inki“-Zeichentrickfilme von Chuck Jones und einige Trickfilme aus dem Zweiten Weltkrieg, in denen Deutsche (Herr Meets Hare) oder Japaner (Bugs Bunny Nips the Nips) negativ dargestellt werden.
Auch andere Trickfilmstudios haben einige ihrer Trickfilme auf ihre Schwarze Liste gesetzt, MGM beispielsweise zwei Trickfilme von Tex Avery (Uncle Tom’s Cabana und Little Pygmy).